# USS San Jacinto (CG-56)
Pour les autres navires du même nom, voir USS San Jacinto.
L’USS San Jacinto (CG-56) est un croiseur lance-missiles classe Ticonderoga de la marine américaine mis en service en 1985.
Le samedi 13 octobre 2012 vers 15 h 30 heure locale, le San Jacinto est entré en collision avec le sous-marin nucléaire d'attaque de classe Los Angeles USS Montpelier (SSN-765) au cours de manœuvres au large de la côte atlantique américaine. La légèreté des dégâts subis a permis aux deux bâtiments de poursuivre leurs routes par leurs propres moyens.